# Volcán Melimoyu

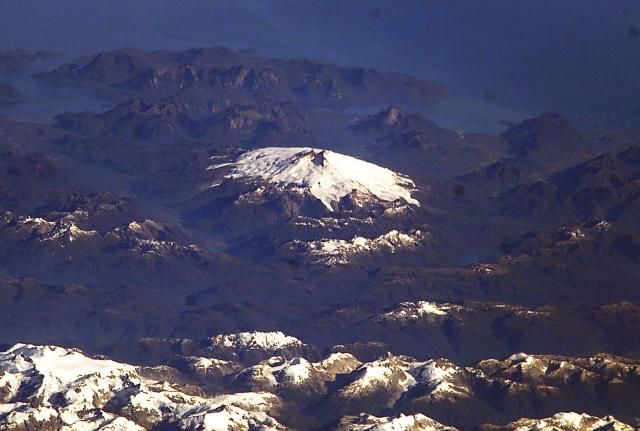
Melimoyu desde la Estación Orbital Espacial

El volcán o cerro Melimoyu (del mapudungun meli moyu ‘cuatro tetas’) es un estratovolcán con una caldera quemada, ubicado 40 km al NW de Puerto Puyuhuapi, en la región de Aysén del General Carlos Ibáñez del Campo de Chile.
Tanto la cumbre como su zona contigua forman parte del parque nacional Melimoyu, un área silvestre protegida establecida por el Gobierno de Chile el año 2018, con la finalidad de proteger el volcán, sus glaciares y la flora y fauna que lo rodea.

## Historia
La primera descripción de esta cumbre fue realizada por el piloto José de Moraleda y Montero en 1752. También descrito por el capitán Robert FitzRoy en su relato contenido en Narrative of the Surveying Voyages of H.M.S Adventure and Beagle. Fue ascendido por primera vez el año 2000 por andinistas chilenos.
El año 2018 el Gobierno de Chile estableció el parque nacional homónimo, fusionando diversos predios públicos con otros privados, donados para ese fin por fundaciones vinculadas con la conservacionista Kristine Tompkins.
El decreto del Ministerio del Medio Ambiente que estableció esta área silvestre protegida expresa:

Una de las justificaciones que sustentan la creación del parque nacional, es la gran belleza escénica y rica biodiversidad, donde destaca la presencia del majestuoso volcán Melimoyu, macizo rodeado de un imponente glaciar y bosque de especies nativas de alta pristinidad

Agrega ese instrumento que, entre otros, uno de sus objetivos es «proteger el volcán Melimoyu, dada su importancia como reservorio de agua y sus procesos geológicos y geomorfológicos asociados».

## Descripción

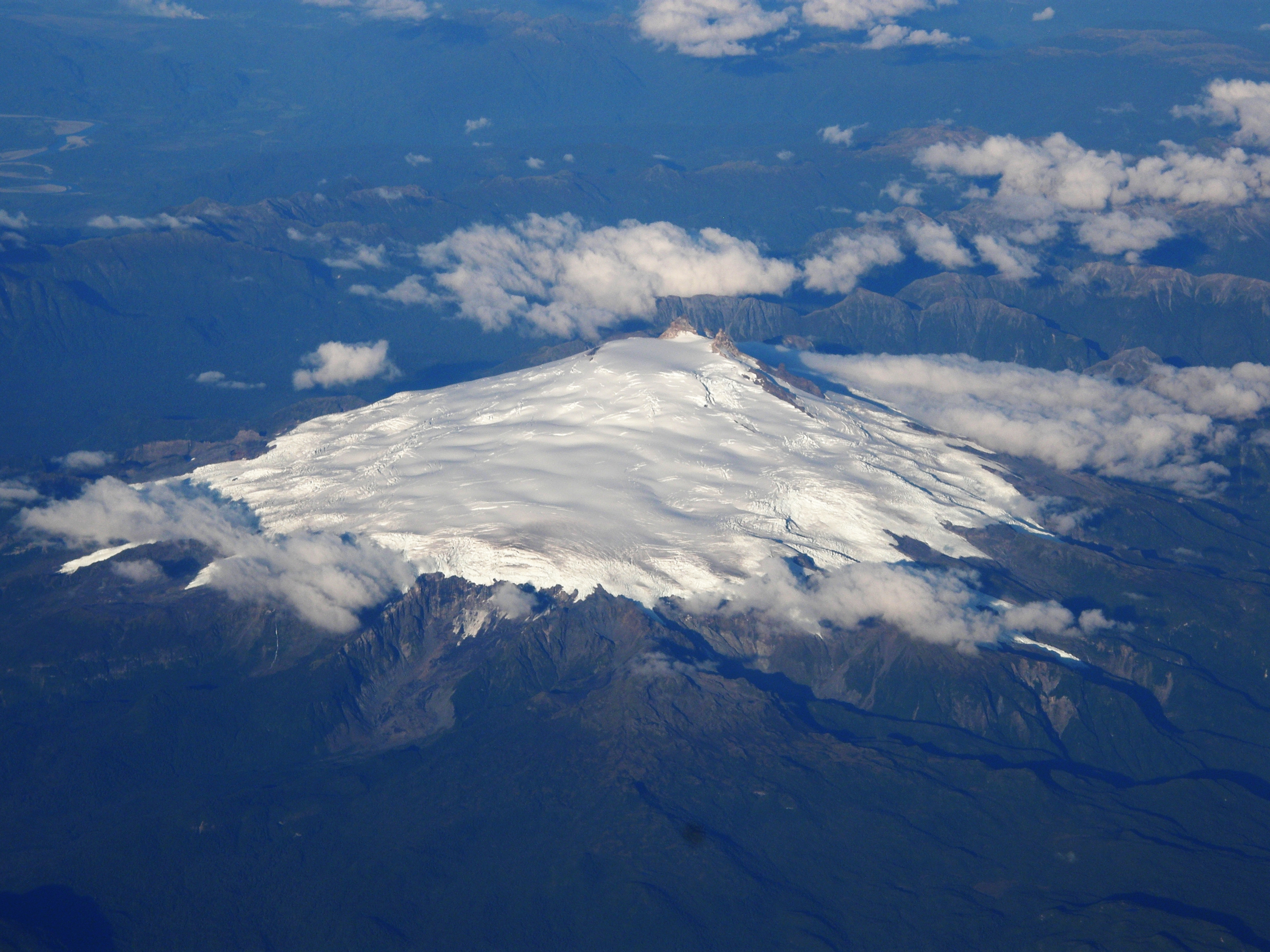
Volcán Melimoyu visto desde el aire hacia el este.

Ubicado en las cercanías de la entrada norte del canal Moraleda, en la comuna de Cisnes, con una gran prominencia dentro de las cumbres que se observan desde el golfo Corcovado, antes del ingreso al canal Jacaf.
Con 2440 metros de altitud se caracteriza por una persistente cobertura glacial. Presenta una pequeña estructura caldérica en su cima que alcanza poco más de 1 kilómetro de diámetro, donde se emplaza su cráter principal, actualmente cubierto de hielo.
El volcán Melimoyu se encuentra cercano a los poblados de La Junta, Puerto Raúl Marín Balmaceda y Melimoyu. Comprende una área basal de 228 km² y un volumen estimado de 160 km³.